# Campo (Kalifornia)
Campo statisztikai település az USA Kalifornia államában, San Diego megyében. Lakosainak száma 2955 fő (2020. április 1.).

## Népesség
A település népességének változása:

| 2010 | 2 684 |
| 2020 | 2 955 |